# أبو بكر أحمد حليم
أبو بكر أحمد حليم (1897 – 20 أبريل 1975) كان عالمًا سياسيًا باكستانيًا مؤثرًا ورائدًا وأول نائب لجامعة كراتشي عام 1951 وخدم في هذا المنصب 6 سنوات. والنائب الأول لرئيس جامعة السند في عام 1947 وعمل في هذا المنصب لمدة 4 سنوات حتى عام 1951. قضى معظم حياته المهنية في تدريس العلوم السياسية في جامعة كراتشي ويعتبر «عالم السياسة المؤثر» في باكستان.
توفي في 20 أبريل 1975 في كراتشي. أصدر البريد الباكستاني طابع بريد تذكاري تكريمًا له في 20 أبريل 2003. كان من خطاباته التي لا تنسى قوله لمحمد علي جناح: «سيد جناح، نحن ندرس التاريخ وأنت تصنعه».